# Roberto Scarnecchia
Roberto Scarnecchia (Roma, 20 giugno 1958) è un ex calciatore e allenatore di calcio italiano, di ruolo centrocampista.

## Biografia
È stato sposato con Parvin Tadjk, poi moglie di Beppe Grillo, dalla quale ha avuto due figli, Valentina (1981) e Matteo (1987). Ha avuto poi altre due figlie, Arianna (1994) e Camilla (1998), da una nuova compagna.

## Carriera

### Giocatore

Scarnecchia (a sinistra) e Falcão festeggiano un gol per la Roma nella stagione 1980-1981

Fa il suo esordio con la Roma in giovane età, in una partita contro il Milan nella quale i giallorossi si presentano privi di mezza squadra e imbottiti di ragazzini, e nella quale il debuttante centrocampista ben si disimpegna costringendo gli avversari rossoneri a vari falli da frustrazione. Nei due anni successivi non ha molte occasioni per scendere in campo, anche perché la Roma si ritrova spesso in condizioni difficili e tali da sconsigliare l'impiego di giocatori poco esperti. Rimane però una grande promessa, grazie a doti tecniche non comuni e a un dribbling mortifero.
Quando arriva Nils Liedholm in panchina, per Scarnecchia è la svolta. Il tecnico svedese punta forte su di lui, facendone un titolare indiscusso: lui lo ripaga con una serie di prestazioni che lo portano alle soglie della nazionale. Il suo fisico da granatiere e0 l'abilità nel saltare l'avversario diventano fondamentali per una Roma che si affaccia ai quartieri alti, mettendosi al servizio del bomber Roberto Pruzzo. Sarà quello il suo miglior campionato di sempre.
Con i giallorossi si aggiudica due edizioni consecutive della Coppa Italia (1979-1980 e 1980-1981), disputando entrambe le finali che si chiudono con vittorie ai tiri di rigore contro il Torino. A partire dall'anno successivo, la sua vena comincia a declinare, portandolo lentamente ai margini di una squadra che ha trovato in Odoacre Chierico un valido sostituto per gli esterni offensivi. Nell'ottobre del 1982, quando ormai sembra finito nel dimenticatoio, il presidente giallorosso Dino Viola decide di monetizzare la sua cessione al Napoli.
Milita successivamente con Pisa e Milan. In massima categoria milita per complessive 110 presenze e 4 reti. Chiude la carriera disputando due stagioni con il Barletta, la prima in Serie C1, ottenendo la promozione con 24 presenze e 5 reti, e la seconda in Serie B, con 33 presenze e 2 reti nella stagione 1987-1988.

### Allenatore
Negli anni 2000 allena il Seregno, tra i dilettanti, sostituendo l'esonerato Silvano Fontolan. Dal 2008 al 2010 guida il Merate, in Serie D e nel campionato lombardo di Eccellenza.  Nell'estate del 2010 allena l'Equipe Lombardia
A partire dal giugno del 2012 allena il Voghera, in D, per essere poi esonerato in ottobre e sostituito da Rocco Cotroneo. L'anno successivo subentra a Stefano Guidoni sulla panchina del Derthona; rassegna le dimissioni in novembre per dissidi con la presidenza, tuttavia cinque partite più tardi riprende il suo incarico.

### Dopo il ritiro
Appese le scarpe al chiodo, negli anni 1990 è docente formatore. Iscritto a scienze e tecniche della comunicazione alla Bocconi, tiene corsi di formazione per i crediti formativi. Segue un master per insegnare alla Business School ad Harvard, specializzandosi alla "School Education Human Development Marketing and Communication". Allo stesso tempo segue dei master per chef.
Si occupa anche di una ditta commerciale nel campo dell'abbigliamento. Nel 1999 è inoltre aiuto cuoco di un locale aperto dal padre alla Romanina, e l'anno dopo cura la parte ristorativa del primo Milan Point; gestisce con la famiglia, tra gli altri, i ristoranti Marina Palace a Genova e Undici a Roma, di cui è anche lo chef. Nel 2009 pubblica il saggio d'economia L'uovo di Colombo. È inoltre, saltuariamente, opinionista televisivo in varie emittenti.
Vince nel 2017 il Premio "Sette Colli", riconoscimento riservato alle bandiere giallorosse.

## Statistiche

### Presenze e reti nei club
| Stagione    | Squadra     | Campionato  | Campionato | Campionato | Coppe nazionali | Coppe nazionali | Coppe nazionali | Coppe continentali | Coppe continentali | Coppe continentali | Altre coppe | Altre coppe | Altre coppe | Totale | Totale |
| Stagione    | Squadra     | Comp        | Pres       | Reti       | Comp            | Pres            | Reti            | Comp               | Pres               | Reti               | Comp        | Pres        | Reti        | Pres   | Reti   |
| ----------- | ----------- | ----------- | ---------- | ---------- | --------------- | --------------- | --------------- | ------------------ | ------------------ | ------------------ | ----------- | ----------- | ----------- | ------ | ------ |
| 1977-1978   | Roma        | A           | 6          | 0          | CI              | 0               | 0               | -                  | -                  | -                  | -           | -           | -           | 6      | 0      |
| 1978-1979   | Roma        | A           | 12         | 0          | CI              | 3               | 0               | -                  | -                  | -                  | -           | -           | -           | 15     | 0      |
| 1979-1980   | Roma        | A           | 8          | 1          | CI              | 7               | 0               | -                  | -                  | -                  | -           | -           | -           | 15     | 1      |
| 1980-1981   | Roma        | A           | 25         | 2          | CI              | 6               | 0               | CdC                | 1                  | 0                  | -           | 0           | 0           | 32     | 2      |
| 1981-1982   | Roma        | A           | 20         | 0          | CI              | 2               | 0               | CdC                | 0                  | 0                  | -           | -           | -           | 22     | 0      |
| Totale Roma | Totale Roma | Totale Roma | 71         | 3          |                 | 18              | 0               |                    | 1                  | 0                  |             | -           | -           | 90     | 3      |

## Palmarès

### Giocatore

#### Competizioni nazionali
- Coppa Italia: 2

Roma: 1979-1980, 1980-1981

#### Competizioni internazionali
- Coppa Mitropa: 1

Pisa: 1986

## Opere
- L'uovo di Colombo, Milano, Lampi di stampa, 2009, ISBN 978-88-488-0942-9.